# Palagiano
Palagiano – miejscowość i gmina we Włoszech, w regionie Apulia, w prowincji Tarent.
Według danych na rok 2004 gminę zamieszkiwało 15 819 osób, 229,3 os./km².
2 lutego 1944 roku do Palagiano przybywa 1 Kompania 10 Baonu Saperów z zadaniem budowy urządzeń i budynków Szpitala Wojennego Nr 3.

## Bibliografia

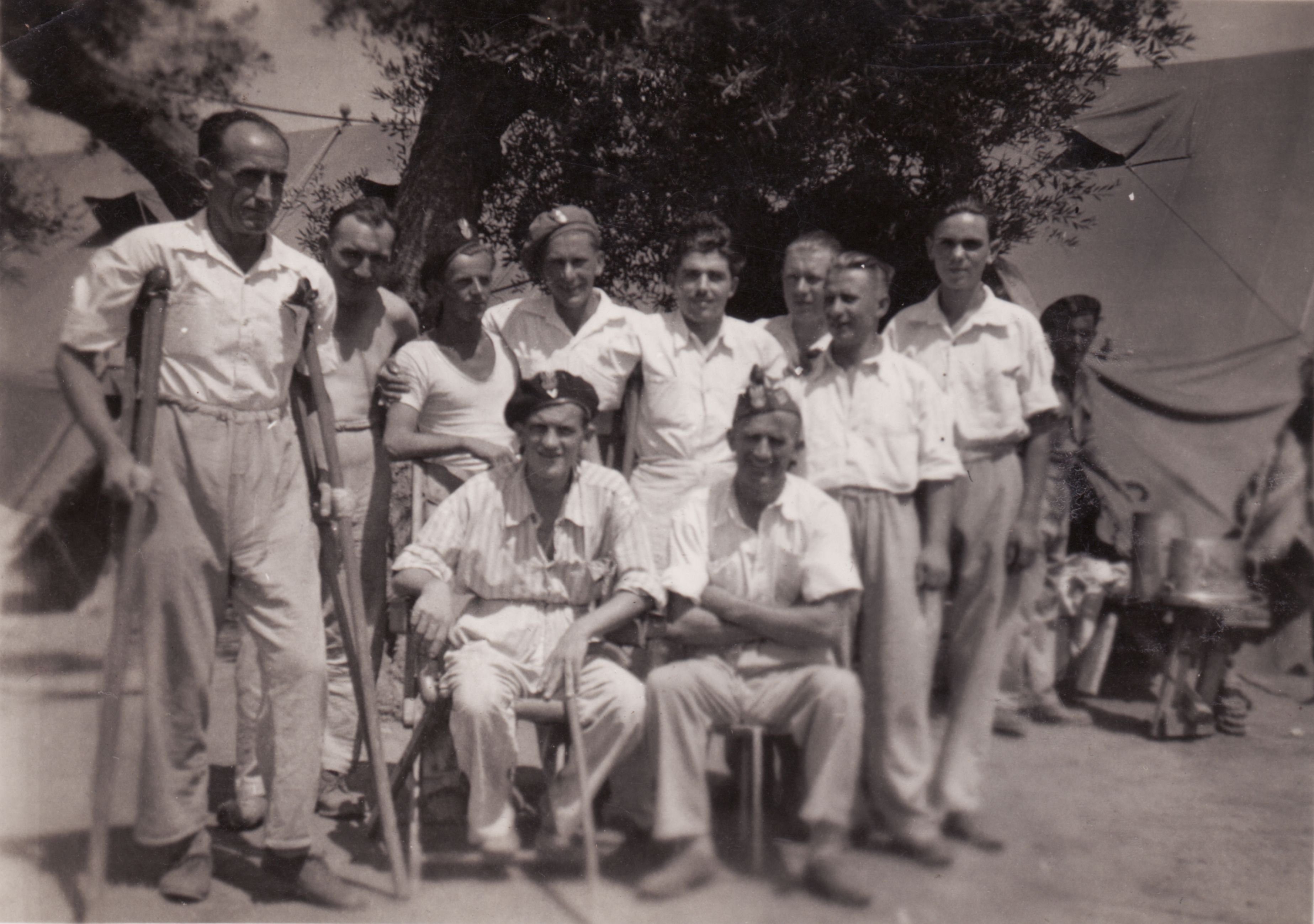
Szpital polowy 2 Korpusu Polskiego w Palagiano we Włoszech.